# Nicolas Cazalé
Nicolas Cazalé (Pau, Francia; 24 de abril de 1977) es un actor y modelo francés. Es conocido por sus papeles en las películas El largo viaje y Un verano en la Provenza. Apareció también en Caótica Ana de Julio Medem. En 2008 ganó el Premio Shooting Star, conferido a los jóvenes actores más prometedores de Europa.

## Biografía
Su abuela materna es de Argelia y Cazalé habla el árabe y castellano. Fue un estudiante de la escuela de teatro Cours Florent.
En 2021 se incorpora a la segunda temporada de la serie de Amazon Prime Video El internado: Las Cumbres.

## Filmografía

### Televisión
| Años | Película                  | Papel             | Notas                               |
| ---- | ------------------------- | ----------------- | ----------------------------------- |
| 2000 | Louis Page                | Antonio           | Episodio: «Les gens du voyage»      |
| 2001 | Julie Lescaut             | Farid             | Episodio: «Récidive»                |
| 2002 | Fabio Montale             | El joven boxeador | Episodio: «Total Khéops»            |
| 2003 | Robinson Crusoë           | Vendredi          | 2 episodios                         |
| 2004 | La vie dehors             | José              | Película de televisión              |
| 2010 | Histoires de vies         | Daniel            | Episodio: «Conte de la frustration» |
| 2011 | 1, 2, 3, voleurs          | Luis              | Película de televisión              |
| 2015 | Virage Nord               | Nicolas Couturier | 3 episodios                         |
| 2018 | Fiertés                   | Sélim             | Episodio: «1999»                    |
| 2018 | Oficina de infiltrados    | Abu Muftaris      | Episodio: «3/4»                     |
| 2021 | Stalk                     | Bilal             | 3 episodios                         |
| 2022 | El internado: Las Cumbres | Marcel            | Elenco recurrente                   |

### Cine
| Años | Película                  | Papel          | Dirección                            |
| ---- | ------------------------- | -------------- | ------------------------------------ |
| 2001 | Bella ciao                | Jean           | Stéphane Giusti                      |
| 2002 | Les chemins de l'oued     | Samy           | Gaël Morel                           |
| 2004 | Le clan                   | Marc           | Gaël Morel                           |
| 2004 | El largo viaje            | Reda           | Ismaël Ferrouki                      |
| 2005 | Peregrinos                | Saïd           | Coline Serreau                       |
| 2007 | Pars vite et reviens tard | Damas          | Régis Wargnier                       |
| 2007 | UV                        | Boris          | Gilles Paquet-Brenner                |
| 2007 | Un verano en la Provenza  | Antoine Sforza | Eric Guirado                         |
| 2007 | Caótica Ana               | Said           | Julio Medem                          |
| 2009 | Mensch                    | Sam Hazak      | Steve Suissa                         |
| 2011 | Stretch                   | Christophe     | Charles de Meaux                     |
| 2020 | Mujeres de la vida        | Yann           | Anne Paulicevich y Frédéric Fonteyne |